# Anderson (Dakota Południowa)
Anderson – jednostka osadnicza w Stanach Zjednoczonych, w stanie Dakota Południowa, w hrabstwie Minnehaha.